# Nadbiskupska klasična gimnazija u Zagrebu
 Ovo je glavno značenje pojma Nadbiskupska klasična gimnazija u Zagrebu. Za druga značenja pogledajte Nadbiskupska klasična gimnazija u Zagrebu (razdvojba).
Nadbiskupska klasična gimnazija, službeno Nadbiskupska klasična gimnazija s pravom javnosti je srednja škola smještena na Šalati u Zagrebu. Nalazi se između Medicinskoga i Prirodoslovno-matematičkoga fakulteta te Instituta Ruđer Bošković.  Svoje djelovanje je započela 1920. na Kaptolu, na broju 29. Kad je dobrotom i marom nadbiskupa Bauera i biskupa Akšamovića dovršena gradnja zgrade na Šalati, gimnazija je promijenila adresu i od 1928. godine nalazi se u Voćarskoj cesti 106. 

## Povijest
Nadbiskupska klasična gimnazija razvila se iz Nadbiskupskog liceja osnovanog 1854. godine u sklopu Bogoslovnog sjemeništa. Od 1922. godine škola djeluje kao Nadbiskupska velika gimnazija, a od 1931. kao Nadbiskupska klasična gimnazija s pravom javnosti. No, ta javnost školi je ukinuta 1948., ali ona usprkos tome i dalje radi, a temeljem osnivačkoga akta od 8. rujna 1948. godine. Do 1989. godine, kada škola nije imala pravo javnosti, u njenom zdanju bila je smještena vojna bolnica. Pravo javnosti škola ponovno dobiva u travnju 1991. godine, te je dopušten upis vanjskih učenika. Važna godina za povijest Šalate je 2003. jer su te godine biskupi Zagrebačke metropolije odlučili da školu mogu pohađati i djevojke. Generacija učenika maturanata 2006./2007. je prva generacija u kojoj su bile djevojke.

## Ustroj

### Nastavni program
Školu je osnovala Zagrebačka nadbiskupija i isprva je bila zamišljena kao odgojno-obrazovna ustanova za odgoj dječaka koji će postati svećenici. Danas škola njeguje duhovan život, što informativno, što odgojno. Škola sudjeluje u mnogim dobrotvrnim akcijama, duhovnoj obnovi i odgoju učenika.
Škola provodi klasičan program. Kroz sve četiri godine uče se latinski i grčki jezik, što učeniku daje visoko opće obrazovanje te znanje o klasičnoj kulturi.
Uz to što ima klasičan program, škola pruža i obrazovanje opće gimnazije. Satnica ostalih predmeta je gotovo slična kao kod ostalih općih gimnazija.

### Zvjezdarnica
Nadbiskupska klasična gimnazija je jedina obrazovna ustanova srednjeg školstva u Hrvatskoj koja posjeduje vlastitu zvjezdarnicu. 

### Školski listOstvarenja
Školski list Ostvarenja izlazi od 1974. godine.

## Poznate osobe

### Profesori
U Nadbiskupskoj klasičnoj gimnaziji predavali su: Ljubomir Maraković, Tomo Matić, Ivan Merz, Pavao Tijan i Mate Ujević.

### Učenici
Poznati nekadašnji učenici Nadbiskupske klasične gimnazije su: Bonaventura Ćuk, Vjekoslav Bajsić, Ivan Golub, Tomislav Ivančić, Franjo Kuharić, Adalbert Rebić i Marko Medo.

## Vanjske poveznice
Mrežna mjesta
- Nadbiskupska klasična gimnazija, službeno mrežno mjesto